# Louis Deacon
Louis Paul Deacon (Leicester, 7 ottobre 1980) è un ex rugbista a 15 internazionale per l'Inghilterra, per 15 stagioni seconda linea nel Leicester.

## Biografia
L'intera carriera di Deacon è legata a Leicester, sua città natale: iniziò a giocare a rugby a 8 anni e attraverso i vari club dilettantistici di appartenenza rappresentò a livello giovanile prima le Midlands, poi le Nazionali scolastiche inglesi U-16 e U-18, prima di entrare nella scuola rugby del Leicester nel 1997 e compiervi tutta la trafila giovanile fino al 2000.
In quell'anno il Leicester lo mise sotto contratto da professionista e in agosto esordì in prima squadra; nel 2002 fu chiamato dall'Inghilterra “A” ma dovette rinunciare alla convocazione causa infortunio; l'anno seguente si mise in luce in squadra grazie alla concomitante assenza di Ben Kay e Martin Johnson, i suoi due compagni di club impegnati dapprima nella Coppa del Mondo 2003, poi nel recupero successivo all'impegno internazionale: furono 23 le presenze stagionali, che gli valsero la prima scelta proprio al posto di Kay.
Nel 2005 esordì in Nazionale maggiore, disputando i Sei Nazioni 2006 e 2007.
Non convocato da Brian Ashton per la Coppa del Mondo 2007, ha fatto tuttavia parte della rosa dei convocati per il Sei Nazioni 2008, sebbene mai utilizzato.

## Palmarès
- Premiership: 4
Leicester: 2000-01; 2001-02; 2006-07; 2008-09
- Coppe Anglo-Gallesi: 3
Leicester: 1992-93, 1996-97; 2006-07
- Heineken Cup: 2
Leicester: 2000-01; 2001-02